# مجلس نواب لوكسمبورغ
مجلس نواب لوكسمبورغ (بالإنجليزية: Chamber of Deputies)‏ هو الهيئة التشريعية في لوكسمبورغ، الذي تأسس في 1848، ويتكون من 60 مقعداً، يقع المقر الرئيسي له في Hôtel de la Chambre ‏، وتبلغ عدد دوائره الانتخابية 4 دائرة.